# Роттероде
Роттероде (нім. Rotterode) — громада в Німеччині, розташована в землі Тюрингія. Входить до складу району Шмалькальден-Майнінген. Складова частина об'єднання громад Газельгрунд.
Площа — 6,74 км2. Населення становить Невірний параметр metadata 16 066 062 ос. (станом на 31 грудня 2021).